# 葉爾紹夫區

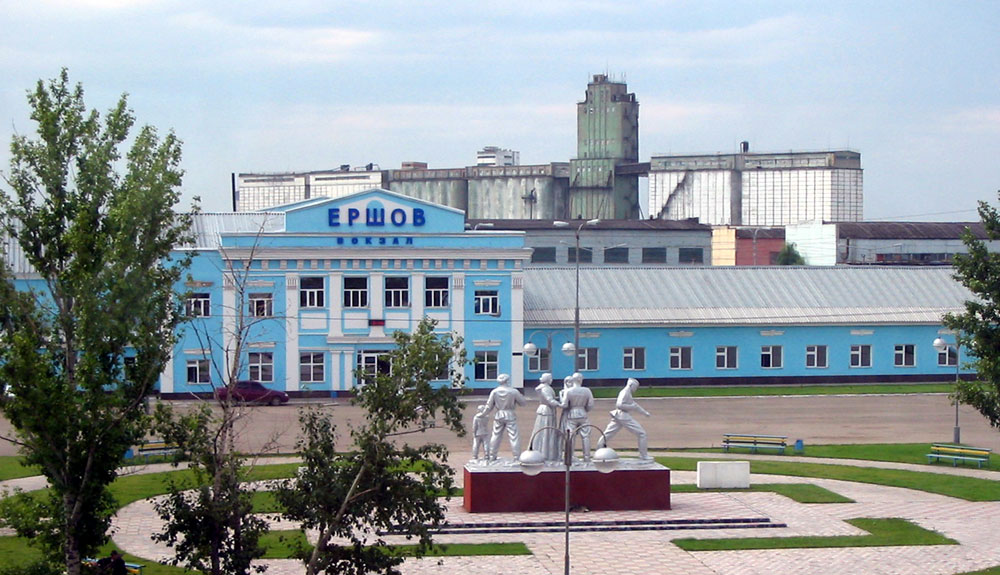

51°21′N 48°17′E / 51.350°N 48.283°E
葉爾紹夫區（俄语：Ершовский район），是俄羅斯的一個區，位於該國西南部，由薩拉托夫州負責管轄，面積4,300平方公里，2010年人口41,609，人口密度每平方公里9.68人。